# Primo trattato della Barriera

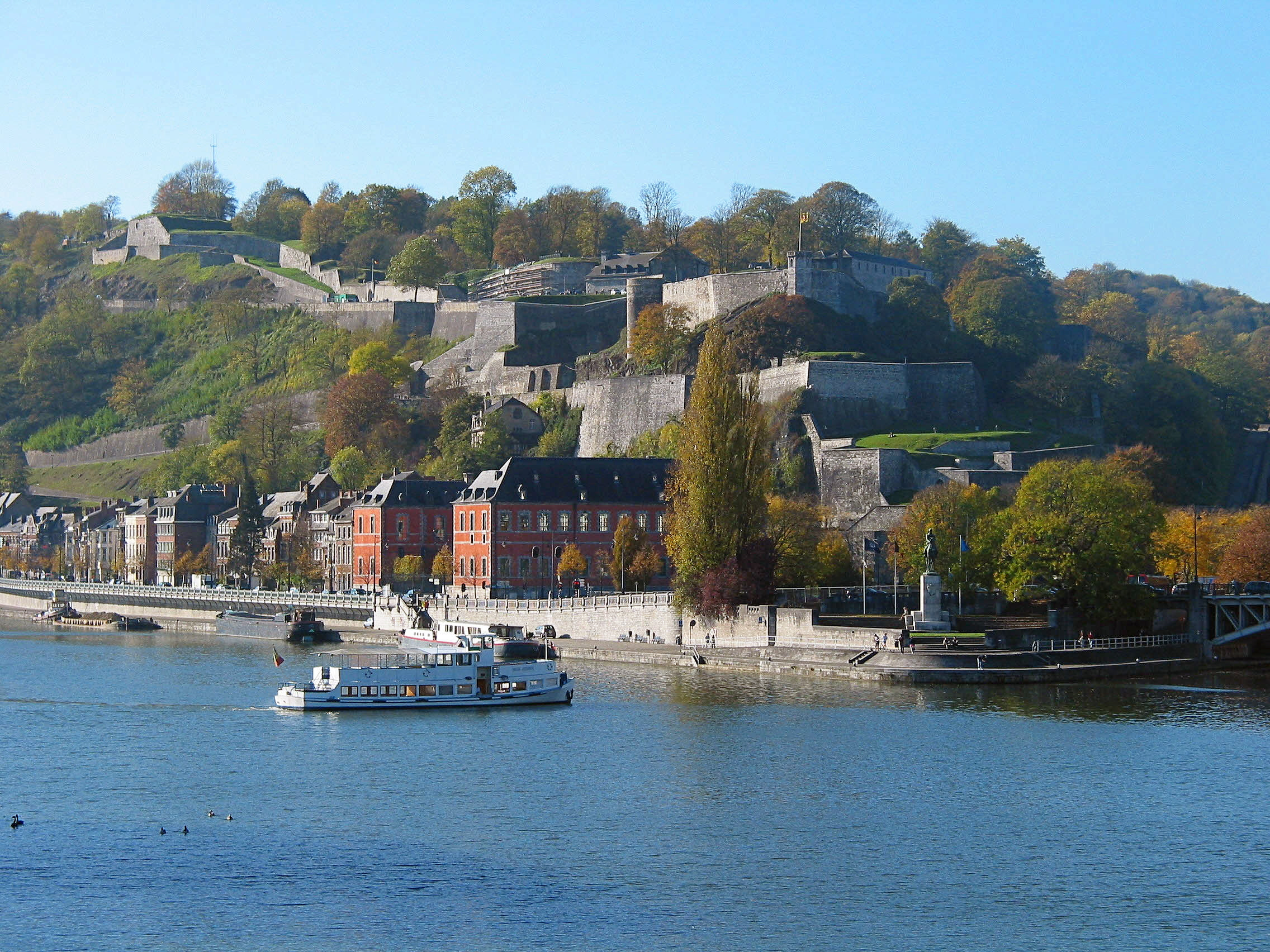
La fortezza di Namur

Il primo trattato della Barriera (anche conosciuto come trattato dell'Aia) venne sottoscritto il 29 ottobre 1709 dalla Gran Bretagna e dagli Stati generali delle Province Unite:
- queste ultime si impegnavano a garantire la successione protestante, in favore della Casa di Hannover;
- in cambio, Londra si impegnava a garantire loro un'adeguata linea difensiva, consistente delle piazzeforti di Veurne, Nieuwpoort, Ypres, Menen, Lilla, Tournai, Condé, Valenciennes, Maubeuge, Charleroi, Namur, Halle, Damme, Dendermonde e la cittadella di Gand.

In questo senso, veniva ripreso il principio della pace di Ryswick, del 1698, la quale aveva garantito alle Province Unite il diritto di guarnigione delle principali fortezze dei Paesi Bassi cattolici, a fini di contenimento anti-francese.